# Ashlin Barry
Ashlin Barry, né le 25 décembre 2007 à Gérone en Espagne, est un coureur cycliste américano-canadien. Il court sur route et sur piste. Il représente le Canada jusqu'en décembre 2023, avant de courir pour les États-Unis depuis le début d'année 2024.

## Biographie
Né à Gérone le jour de Noël 2007, Ashlin Barry est issue de l'union de deux cyclistes. Son père est le Canadien Michael Barry, professionnel chez US Postal, T-Mobile et Sky et notamment huitième de la course sur route lors des Jeux olympiques de Pékin en 2008. Sa mère est l'Américaine Dede Demet, médaillée d'argent du contre-la-montre aux Jeux d'Athènes en 2004 et double médaillée aux championnats du monde. Ashlin Barry possède ainsi les deux nationalités et passe presque toute son enfance et sa jeunesse à Toronto au Canada .
Il fréquente l'Upper Canada College de Toronto et s'entraîne au cyclisme sur piste au Centre national de cyclisme Mattamy. En 2023, alors qu'il n'a que 16 ans, il reçoit une autorisation spéciale en 2023 pour concourir chez les juniors (moins de 19 ans) aux championnats canadiens sur piste, où il remporte l'or sur la poursuite par équipes, la course à l'américaine et course à l'élimination. Il est également deuxième de la poursuite individuelle, du keirin et de la course aux points. 
Au début de l'année 2024, il choisit de répresenter les États-Unis et retourne vivre à Gérone. Il explique que l'expérience de sa mère, les programmes de développement d'USA Cycling et la perspective de faire les Jeux olympiques à Los Angeles en 2028 facilitent sa décision. En 2024, il participe aux championnats du monde sur piste juniors de Luoyang, où il obtient la médaille d'argent sur l'omnium. La même année, il gagne une manche de l'UCI Gravel World Series et s'illustre également sur route grâce à son gabarit puissant et ses qualités de sprinteur. Il est notamment double champion des États-Unis sur route et du contre-la-montre chez les juniors. Il remporte le classement général de la Valley of the Sun Stage Race et du Tour du Bocage et de l'Ernée 53, termine parmi les dix premiers de Paris-Roubaix juniors et des mondiaux sur route et du contre-la-montre.
En décembre 2024, il signe avec l'équipe World Tour Visma-Lease a Bike pour courir avec leur équipe de développement JEGG-SKIL-DJR Academy avant de rejoindre l'équipe Visma-Lease a Bike Development pour la saison 2026. En mars 2025, il participe à la Coupe des nations à Konya. Même s'il est encore junior, il rejoint le quatuor qui bat de cinq secondes le record national sur la poursuite par équipes qui datait de 2009. Lors de l'omnium, il se bat pour la victoire jusqu'au sprint final, où il s'incline face à Yanne Dorenbos pour un seul point et prend la deuxième place.

## Palmarès sur route
- 2022
  - Hell of the North
  - Green Mountain Stage Race juniors :
    - Classement général
    - 4e étape
- 2023
  - 4e étape du Tour of North Georgia
  - Green Mountain Stage Race juniors :
    - Classement général
    - 1re étape (contre-la-montre)

  - 2e du Tour of North Georgia
- 2024
  -  Champion des États-Unis sur route juniors
  -  Champion des États-Unis du contre-la-montre juniors
  - Valley of the Sun Stage Race : 
    - Classement général
    - 2e et 3e étapes

  - Tour du Bocage et de l'Ernée 53 : 
    - Classement général
    - 1re étape

  - 2e étape de l'Étoile du Sud-Limbourg
  - Henderson Classic
  - 2e du championnat des États-Unis du critérium juniors
  - 2e du Saarland Trofeo
  - 5e du championnat du monde sur route juniors
  - 9e du championnat du monde du contre-la-montre juniors
- 2025
  -  Champion des États-Unis du contre-la-montre juniors
  - Internationale Cottbuser Junioren-Etappenfahrt :
    - Classement général
    - 1re et 2e étapes

  - 3e étape du Watersley Juniors Challenge
  - 2e du Grand Prix E3 juniors
  - 2e de Paris-Roubaix juniors
  - 3e du championnat des États-Unis sur route juniors

## Palmarès sur piste

### Championnats du monde
| Édition / Épreuve      | Poursuite | Omnium |
| Luoyang 2024 (juniors) | 8e        | Argent |

### Coupe des nations
- 2025
  - 2e de la poursuite par équipes à Konya
  - 2e de l'omnium à Konya

### Championnats nationaux
- 2023
  -  Champion du Canada de poursuite par équipes juniors
  -  Champion du Canada de l'américaine juniors
  -  Champion du Canada de la course à élimination juniors